# Denis Nesci
Pour les articles homonymes, voir Nesci.
Domenico Denis Nesci, né le 25 juillet 1981 à Polistena, est un homme politique italien, membre du parti Frères d'Italie. Depuis le 2 novembre 2022, il est député européen en remplacement de Raffaele Fitto.

## Biographie
Diplômé en droit, spécialisé en sciences juridiques pour les entreprises, d'origine calabraise, à l'âge de 19 ans, il s'installe à Rome.
Depuis 2008, il travaille dans différentes associations de consommateurs italiens.